# أدولف شميت (طبيب)
أدولف شميت (بالألمانية: Adolf Schmidt)‏ (و. 1865 – 1918 م) هو طبيب، وطبيب باطني، وأستاذ جامعي، وعالم أمراض ألماني، ولد في بريمن، كان عضوًا في الأكاديمية الألمانية للعلوم ليوبولدينا، توفي في هاله، عن عمر يناهز 53 عاماً.